# Новрузов Неймат Гусейнович
Неймат Гусейнович Новрузов (1908, місто Нахічевань, тепер Нахічеванська Автономна Республіка, Азербайджан — ?) — азербайджанський радянський діяч, голова Ради міністрів Нахічеванської АРСР, міністр радгоспів Азербайджанської РСР. Депутат Верховної ради Азербайджанської РСР. Депутат Верховної Ради СРСР 4-го скликання.

## Життєпис
Народився в родині службовця. Навчався в школі першого ступеня. Трудову діяльність розпочав слюсарем.
У 1927 році закінчив Нахічеванський педагогічний технікум.
У 1927—1930 роках — вчитель школи (місто Ордубад Нахічеванської АРСР), завідувач навчальної частини семирічної школи (село Садарак Норашенського району Нахічеванської АРСР).
З 1930 року навчався у Закавказькому інституті бавовни в місті Баку (потім у місті Гянджі), здобув спеціальність інженера-механізатора.
До 1942 року — інженер, головний механік автомобільного та тракторного парку Катехського лісопромкомбінату Білоканського району Азербайджанської РСР; інженер технічного відділу Народного комісаріату автомобільного транспорту Азербайджанської РСР.
Член ВКП(б) з 1942 року.
У 1942—1943 роках — директор Азербайджанського авторемонтного заводу № 2.
У 1943—1944 роках — інструктор сільськогосподарського відділу ЦК КП(б) Азербайджану.
У 1944—1946 роках — 1-й заступник народного комісара (міністра) радгоспів Азербайджанської РСР.
У вересні 1946—1947 роках — слухач Вищої партійної школи при ЦК ВКП(б).
У 1947—1950 роках — заступник завідувача сільськогосподарського відділу ЦК КП(б) Азербайджану.
У 1950 — травні 1952 року — заступник міністра бавовництва Азербайджанської РСР.
У травні 1952 — червні 1953 року — 1-й заступник міністра державного контролю Азербайджанської РСР.
У червні 1953 — 1955 року — голова Ради міністрів Нахічеванської АРСР.
У 1955—1957 роках — міністр радгоспів Азербайджанської РСР.
У 1957—1958 роках — 1-й заступник міністра сільського господарства Азербайджанської РСР.
З 1958 року — на відповідальній роботі в Раді міністрів Азербайджанської РСР.
Подальша доля невідома.